# Гонтар Станіслав Якович
Станіслав Якович Го́нтар (нар. 22 червня 1925, Сталіно — пом. 23 червня 1970, Харків) — український радянський художник; член Харківської організації Спілки художників України з 1960 року.

## Біографія
Народився 22 червня 1925 року в місті Сталіному (тепер Донецьк, Україна). Брав участь у німецько-радянській війні. Нагороджений медалями «За бойові заслуги» (29 квітня 1945), «За перемогу над Німеччиною» (9 травня 1945).
1954 року закінчив Харківський художній інститут (викладачі Василь Мироненко, Володимир Селезньов, Йосип Дайц).
Помер у Харкові 23 червня 1970 року.

## Творчість
Працював у галузях плаката, книжкової графіки і живопису:
оформив та проілюстрував книги
- «Звенигора» Івана Шутова (1955);
- «Глубинное течение» Леденко (1956);
- «Имена на мраморе» Каштаньєра (1957);
- «Жаворонки в снегу» Миколи Омельченка (1959).

графіка
- «Художник Г. Нісський» (1955);
- «Зима у Підмосков'ї» (1955);

живопис
- «Вечір на Донбасі» (1957);

плакати
- «За покликом партії — на Схід» (1957);
- «Держава — це ми, трудящі» (1961);
- «Слава підкорювачам цілини» (1962);
- «І мене в сім'ї великій, в сім'ї вольній, новій, не забудьте пом'янути незлим, тихим словом!» (1964);
- «Служу Радянському Союзу» (1967);
- «До далеких світів» (1967, у співавторстві);
- «Ленін — прапор мільйонів» (1969).

Брав участь у всеукраїнських і всесоюзних мистецьких виставках з 1954 року.
Деякі твори зберігаються у Харківському художньому музеї.